# Fonction de Mertens
En théorie des nombres, la fonction de Mertens est
où μ est la fonction de Möbius.
Moins formellement, M(n) est le nombre d'entiers sans facteur carré inférieurs ou égaux à n et dont le nombre de facteurs premiers est pair, moins le nombre d'entiers sans facteur carré inférieurs ou égaux à n et dont le nombre de facteurs premiers est impair.

## Croissance
Puisque la fonction de Möbius ne prend que les valeurs –1, 0 et +1, il est évident qu'il n'existe pas de x tel que |M(x)| > x. La conjecture de Mertens (1897) va même plus loin, énonçant qu'il n'existerait pas de x où la valeur absolue de la fonction de Mertens excède la racine carrée de x.
Andrew Odlyzko et Herman te Riele ont montré en 1985 que cette conjecture était fausse. Leur preuve ne produisait pas un contre-exemple explicite, mais on sait aujourd'hui que le plus petit contre-exemple est plus grand que 1016 et plus petit qu'exp(1,59.1040).
Néanmoins, l'hypothèse de Riemann est équivalente à une conjecture plus faible sur la croissance de M(x), explicitement : pour tout ε >0, M(x) = O(x1⁄2 + ε), où O désigne la notation de Landau. Puisque les pics de M croissent au moins aussi rapidement que la racine carrée de x, ceci place une limite plutôt serrée sur le taux de croissance.

## Représentations intégrales
En utilisant le produit eulérien, on trouve que
où ζ est la fonction zêta de Riemann et le produit pris sur les nombres premiers. Alors, en utilisant cette série de Dirichlet avec la formule de Perron, on obtient :
où C est une courbe fermée encerclant toutes les racines de ζ.
Inversement, on a la transformée de Mellin
qui reste valable pour Re(s) > 1.
Une bonne évaluation, au moins asymptotiquement, serait d'obtenir, par l'algorithme du gradient, une inégalité :

## Calcul
La fonction de Mertens a été calculée pour un intervalle de plus en plus grand de n.
| Personne              | Année | Limite    |
| --------------------- | ----- | --------- |
| Mertens               | 1897  | 104       |
| von Sterneck          | 1897  | 1,5 × 105 |
| von Sterneck          | 1901  | 5 × 105   |
| von Sterneck          | 1912  | 5 × 106   |
| Neubauer              | 1963  | 108       |
| Cohen et Dress        | 1979  | 7,8 × 109 |
| Dress                 | 1993  | 1012      |
| Lioen et van de Lune  | 1994  | 1013      |
| Kotnik et van de Lune | 2003  | 1014      |
| Hurst                 | 2016  | 1016      |